# Campionatul Mondial de Handbal Feminin 2007
Campionatul Mondial de Handbal Feminin 2007 a avut loc în Franța, din 2 până în 16 decembrie 2007. A fost ediția numărul 18 a unui campionat mondial de handbal feminin. S-au calificat pentru turneu 24 de echipe.

## Arene
| Oraș         | Stadion                          | Capacitate | Meciuri           |
| ------------ | -------------------------------- | ---------- | ----------------- |
| Beauvais     | L’Elispace                       | 2.800      | IHF President Cup |
| Dijon        | Palais des Sports de Dijon       | 3.900      | Main Tour         |
| Lyon         | Palais des Sports de Gerland     | 5.100      | Rundă preliminară |
| Metz         | Les Arènes                       | 4.800      | Main Tour         |
| Nantes       | Palais des Sports de Beaulieu    | 4.500      | Rundă preliminară |
| Nîmes        | Le Parnasse                      | 2.900      | Rundă preliminară |
| Paris        | Palais omnisports de Paris-Bercy | 14.000     | Finala            |
| Pau          |                                  |            | Rundă preliminară |
| Plaisir      |                                  |            | IHF President Cup |
| Saint-Brieuc | Steredenn, star of the Mondial   | 2.400      | Rundă preliminară |
| Toulon       | Palais des Sports de Toulon      | 4.200      | Rundă preliminară |

Logo

România merge în semifinalele Mondialului de handbal din Franța. Huțupan și compania au câștigat în fața gazdelor, dar și a arbitrilor care au ajutat Franța până spre finalul meciului. România a deschis scorul, dar franțuzoicele s-au distanțat în prima repriză până la șase goluri. La pauză, albastrele aveau 14-8 pe tabelă. Repriza a doua a fost mult mai bună pentru fetele lui Tadici, care au revenit în meci grație Luminiței Huțupan. Franțuzoaicele nu au marcat timp de opt minute, iar în minutul 37 România s-a apropiat la un singur gol. Primul egal, 17-17, a fost in minutul 45. Meciul s-a terminat la egalitate, 24-24, și au urmat prelungirile. După prima serie, scorul a fost 27 la 27. Pe final, România s-a distanțat la 34-31.
România merge în semifinale, acolo unde va întâlni campioana mondială Rusia, într-o reeditare a finalei din 2005, dar pierde și joacă apoi finala mică cu Germania unde pierde cu 35-36.

## Clasificare
| Clasificare | Clasificare          |
| ----------- | -------------------- |
|             | Rusia                |
|             | Norvegia             |
|             | Germania             |
| 4           | România              |
| 5           | Franța               |
| 6           | Coreea de Sud        |
| 7           | Angola               |
| 8           | Ungaria              |
| 9           | Croația              |
| 10          | Spania               |
| 11          | Polonia              |
| 12          | Macedonia de Nord    |
| 13          | Ucraina              |
| 14          | Brazilia             |
| 15          | Tunisia              |
| 16          | Austria              |
| 17          | Republica Congo      |
| 18          | Kazahstan            |
| 19          | Japonia              |
| 20          | Argentina            |
| 21          | China                |
| 22          | Republica Dominicană |
| 23          | Paraguay             |
| 24          | Australia            |

| Campionatul Mondial Feminin 2007 Rusia Al treilea titlu Echipă Inna Suslina, Polina Viakireva, Irina Poltorațkaia, Oxana Romenskaia, Liudmila Postnova, Anna Kareeva, Ekaterina Andriușina, Iana Uskova, Elena Polenova, Emilia Turei, Natalia Șipilova, Maria Sidorova, Olga Levina, Nadejda Muravieva, Elena Dmitrieva și Irina Bliznova. Antrenor: Evgheni Trefilov. |